# CCleaner
CCleaner ([ˌsiːˈkliːnə(r)]IPA; původně Crap Cleaner) je nástroj pro optimalizaci počítače. Původně byl vyvíjen společností Piriform, kterou v roce 2017 koupila společnost Avast Software, tvůrce antivirových programů; od roku 2022 je součástí portfolia společnosti Gen Digital, která vznikla fúzí Avastu s firmou NortonLifeLock.

## Vlastnosti
CCleaner umožňuje odstranit dočasné soubory internetového prohlížeče a dalších podporovaných aplikací; program také obsahuje nástroj Registry Cleaner pro vyhledávání problémů a jejich oprav v registrech Windows, například nepoužívané přípony souborů a cest k programům. CCleaner také umožňuje odinstalovávat programy.
CCleaner je také od druhé verze přenosný, takže jej lze pouštět z flash disku.

### Podporované aplikace
CCleaner dokáže odstranit nepotřebné soubory mnoha aplikací, jako jsou Internet Explorer, Firefox, Google Chrome, Opera, Safari, Google Earth, Windows Media Player, eMule, Google Toolbar, Netscape, Microsoft Office, Nero, Adobe Acrobat, McAfee, Adobe Flash Player, VLC media player, Java, WinRAR, WinAce, WinZip, GIMP, Audacity, Sony Vegas Pro 12.0, Bing Search, Bing Mapy, Camtasia Studio, AVG Antivirus a další.

### CCEnhancer
CCEnhancer je doplněk pro program CCleaner, který rozšiřuje jeho možnosti až o 500 nástrojů; umožňuje tak pokročilejší čištění systému počítače.

## Zobrazit také
- Defraggler – Pokročilá defragmentace disku
- Recuva – Obnova smazaných dat
- Speccy – Rozšířené informace o systému

## Přijetí
- PCMag  3,5 / 5[3]
- Trustpilot  4,5 / 5[4]
- Computerworld  70 %[5]
- Lifewire[6]